# Kłodnica (Ruda Śląska)
Kłodnica (niem. Klodnitz) – część dzielnicy Halemba w mieście na prawach powiatu Ruda Śląska w południowej Polsce, na Górnym Śląsku, w województwie śląskim, w centrum Górnośląskiego Okręgu Przemysłowego (GOP). 
Na terenie Kłodnicy istnieje rzymskokatolicka Parafia Podwyższenia Krzyża Świętego, ustanowiona w 1957 roku. 

## Historia
Początki Kłodnicy sięgają XVII wieku. Bierze swą nazwę od przepływającej rzeki Kłodnicy. Historia Kłodnicy splata się z dziejami miejscowej parafii katolickiej. Pierwotnie mieszkańcy osady należeli do Parafii Trójcy Przenajświętszej w Kochłowicach. W 1908 wybudowano kaplicę św. Józefa, w której nabożeństwa niedzielne sprawowali księża z parafii w Kochłowicach. W 1942 utworzono lokalię, zaś w 1957 roku parafię. Od 1947 istniał cmentarz. W latach 1947–1949 zbudowano kościół.
Do 1945 roku Kłodnica była samodzielną gminą jednostkową w powiecie katowickim, od 1922 roku w województwie śląskim.
1 grudnia 1945 władze polskie zniosły gminę Kłodnica, włączając ją do nowo utworzonej zbiorowej gminy Halemba, choć było to zaledwie potwierdzenie zmiany wykonanej przez okupanta niemieckiego już 1 kwietnia 1943 (włączenie do gminy jednostkowej Halemba).
W związku z likwidacją powiatu katowickiego 1 kwietnia 1951 gmina Halemba (z Kłodnicą) została zniesiona, a jej obszar włączony do Nowego Bytomia.
Nowy Bytom (z m.in. Halembą i Kłodnicą) wszedł 31 grudnia 1958 w skład Rudy Śląskiej.